# Raphionacme borenensis
Raphionacme borenensis là một loài thực vật có hoa trong họ La bố ma. Loài này được Venter & M.G.Gilbert miêu tả khoa học đầu tiên năm 1989.